# Salomão Ésper
Salomão Ésper (Santa Rita do Passa Quatro, 26 de outubro de 1929 – São Paulo, 16 de março de 2025) foi um jornalista e radialista brasileiro.

## Carreira
Um dos nomes mais representativos do radiojornalismo brasileiro, foi um dos apresentadores do Jornal Gente, ao lado de José Paulo de Andrade e Rafael Colombo, na Rádio Bandeirantes de São Paulo. Jornalista e radialista, formado em Direito pela Faculdade de Direito da USP, foi um dos nomes mais representativos do radiojornalismo no Brasil.
Uma de suas maiores características foi seu português corretíssimo, sua voz grave, seu tom sempre firme.
De origem síria, Salomão Ésper começou como locutor, em 1948, na Rádio Cruzeiro do Sul (rebatizada como Rádio Piratininga, onde ele dava a hora certa sob as badaladas do Mosteiro de São Bento). Depois de quatro anos, foi para a Rádio América, que pertencia ao Grupo Bandeirantes, onde ocupou o cargo de superintendente por vários anos.
Apresentou por quatro décadas o Jornal Gente, ao lado de José Paulo de Andrade, na Rádio Bandeirantes São Paulo. O programa é sucessor do famoso O Trabuco, de Vicente Leporace. A incumbência de manter a audiência do programa O Trabuco, que lhes foi passada, pareceu pesada à principio, pois Leporace era muito querido. Mas os dois conseguiram manter a audiência da emissora inalterada, até os dias de hoje, estando à frente do programa desde 1978. Em 08 de fevereiro de 2019, Salomão deixou o Jornal Gente para fazer parte do Rádio Livre a partir do dia 11 do mesmo mês. Em setembro do mesmo ano, uma longa entrevista ao Jornal Gente marcou sua retirada das atividades profissionais. Durante a conversa, Salomão não justificou a decisão de se aposentar, mas deixou uma pista: o receio de ter lapsos de memória, característicos da idade.
Entre 1970 e 1977, participou do telejornal Titulares da Notícia, exibido pela Rede Bandeirantes.
Em 1982, comandou o programa de entrevistas Jogo da Verdade exibido pela TV Cultura. O programa foi marcado pela última entrevista de Elis Regina, em janeiro do mesmo ano.
Quando menino, gostava de ficar em uma padaria ouvindo rádio. Não pensava que essa seria sua profissão e nem tão pouco que seria uma carreira de sucesso e tão duradoura. Só na Rádio Bandeirantes, Salomão Ésper estava há cinco décadas.
Ele começava cedo, por seis horas da manhã, lendo os principais jornais brasileiros.
Gostava muito também de ir fazer compras de "coisas gostosas", no sacolão do bairro da Aclimação, onde morava na capital paulista. Levava tudo para Nelci, sua funcionária, preparar de forma caprichada. Quando alguém o visita, não pôde sair sem provar as guloseimas. Salomão era viúvo e tinha três  filhos. Seu time de coração era o Corinthians e costumava caminhar pelo Parque da Aclimação mesmo em férias.
Salomão morreu aos 95 anos em 16 de março de 2025. A causa da morte não foi divulgada. O velório foi marcado para ser realizado na tarde do mesmo dia da confirmação da sua morte.